# Гаффаров, Раззак
Раззак Гаффарович Гаффаров (1932—2001) — таджикский филолог, доктор филологических наук (1980), профессор (1986), член-корреспондент АН Таджикистана (1991).

## Биография
Окончил Ленинабадский государственный педагогический институт (1953).
С 1965 г. работал в Институте языка и литературы им. Рудаки АН Таджикской ССР: зав. отделом таджикской диалектологии (1965—1991), главный научный сотрудник (1991—1994).
Сферы научной деятельности: таджикское языкознание, диалектология, грамматика и стилистика современного таджикского языка.
Доктор филологических наук (1980, тема диссертации «Синтаксис таджикских говоров в сравнительном освещении /простое предложение»), профессор (1986), член-корреспондент АН Таджикистана (1991, специальность «языкознание»).
Член Союза писателей Таджикистана (1989).
Лауреат Государственной премии Таджикской ССР им. Абуали ибн Сины (1989).

### Труды
- Гаффаров Р. Г. Октябрьская революция и развитие таджикского литературного языка (на тадж. яз.). — Душанбе, 1979;
- Язык и стиль Рахима Джалила (на материале романа «Пулат и Гульру»). АКД, Самарканд, 1964,